# 道の駅みえ

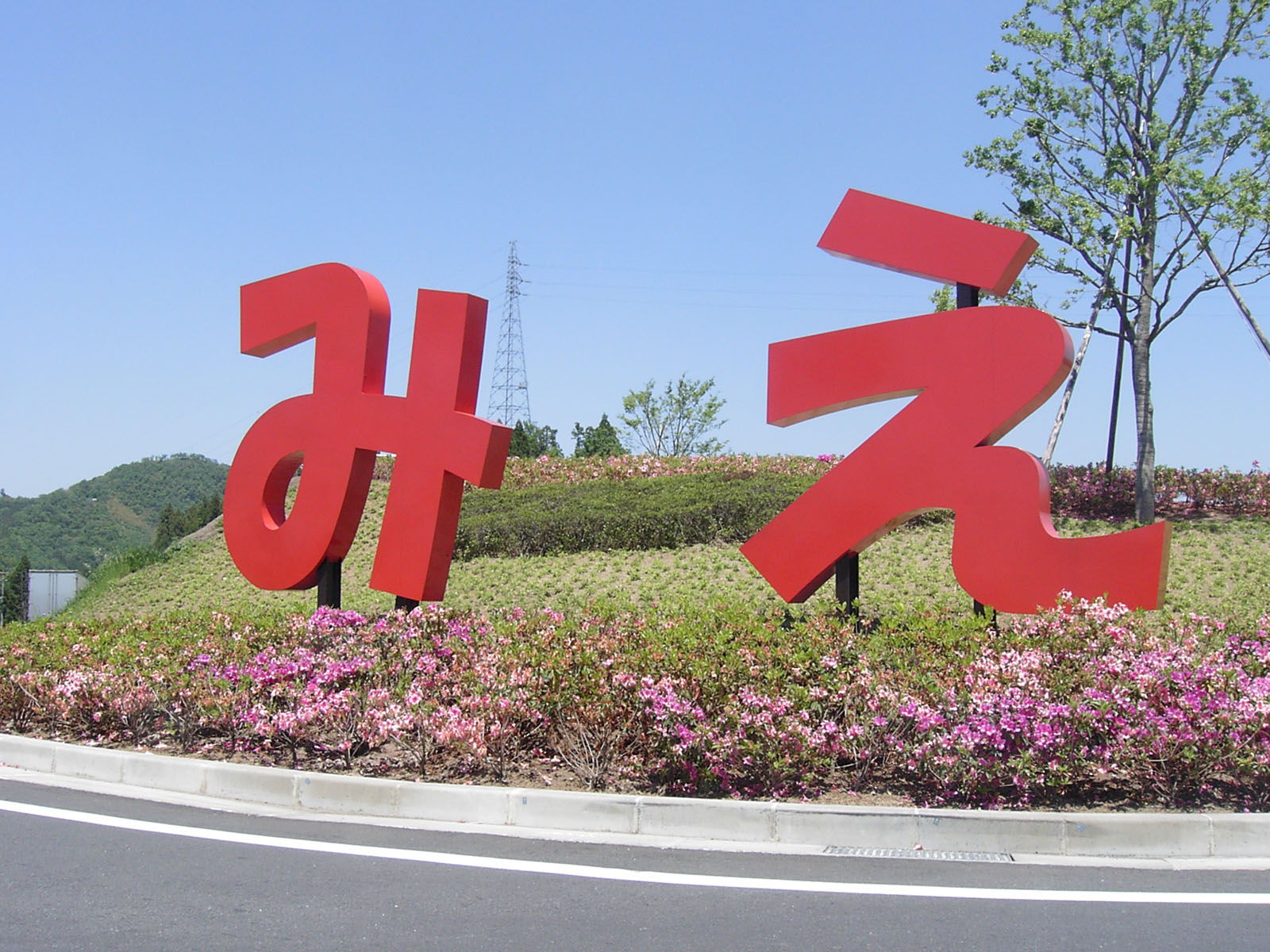
入口のサイン

道の駅みえ（みちのえき みえ）は、大分県豊後大野市にある国道326号の道の駅である。

## 施設
- 駐車場
  - 普通車：85台
  - 大型車：14台
  - 身障者用：2台
- トイレ
  - 男：大 5器（3器）、小 13器（10器）
  - 女：14器（10器）
  - 身障者用：1器（1器）

※（）内は、24時間利用可能
- 公衆電話
- 公衆FAX
- レストラン
  - テイクアウトプラザ
  - らーめん匠（11:00 - 15:30）
  - みつばうどん（11:30 - 14:30）
  - 和膳わかたけ
  - 葉菜美（11:00 - 15:00）
- 売店「物産交流スクエア」
- 情報コーナー
- 体験農園

## 休館日
- 12月31日 - 1月1日

## アクセス
- 国道326号 - 登録路線

## 周辺
- 大野川
- 菅尾磨崖仏